# Liste der Stolpersteine in Montferland
Die Liste der Stolpersteine in Montferland umfasst die Stolpersteine, die vom deutschen Künstler Gunter Demnig in Montferland verlegt wurden, einer Gemeinde im Süden der niederländischen Provinz Gelderland. Stolpersteine sind Opfern des Nationalsozialismus gewidmet, all jenen, die vom NS-Regime drangsaliert, deportiert, ermordet, in die Emigration oder in den Suizid getrieben wurden. Demnig verlegt für jedes Opfer einen eigenen Stein, im Regelfall vor dem letzten selbst gewählten Wohnsitz.

## Verlegte Stolpersteine
In der Stadt ’s-Heerenberg, zur Gemeinde Montferland gehörig, wurden zwei Stolpersteine an einer Anschrift verlegt.
| Stolperstein | Übersetzung | Verlegort                               | Name, Leben                        |
| ------------ | --- | --------------------------------------- | ---------------------------------- |
|              | HIER WOHNTE BENJAMIN JOSEPH STRAUS GEB. 1881 VERHAFTET 10.2.1943 DEPORTIERT 1943 AUS WESTERBORK ERMORDET 26.2.1943 AUSCHWITZ | 's-Heerenberg, Kellenstraat/Molenstraat | Benjamin Joseph Straus (1881–1943) |
|              | HIER WOHNTE HEDWIG STRAUS-LEVITA GEB. 1882 VERHAFTET 10.2.1943 DEPORTIERT 1943 AUS WESTERBORK ERMORDET 26.2.1943 AUSCHWITZ   | 's-Heerenberg, Kellenstraat/Molenstraat | Hedwig Straus-Levita (1882–1943)   |

## Verlegedatum
- 10. Juli 2013